# Björn Hayer

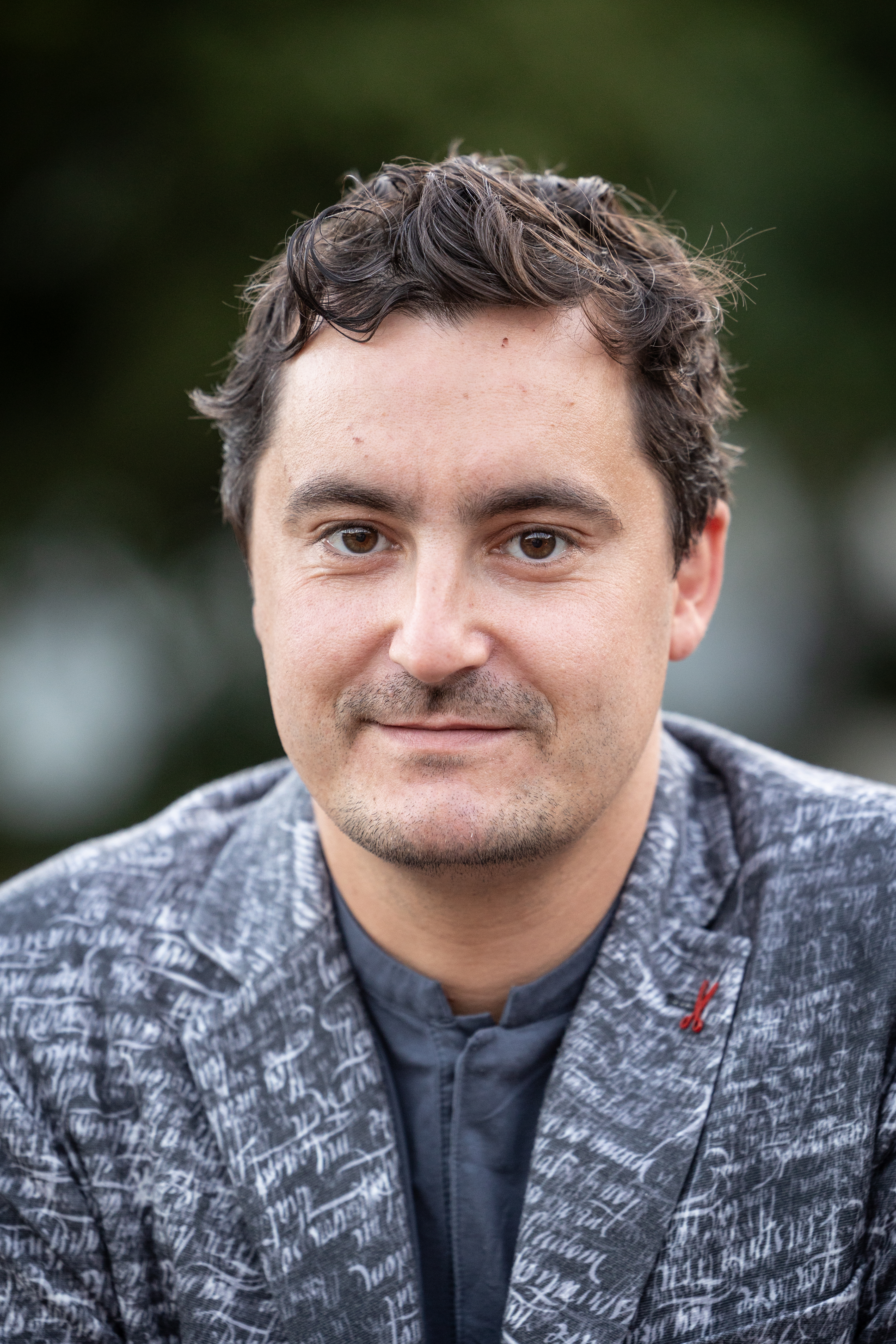
Björn Hayer beim Hausacher Leselenz 2023

Björn Hayer (* 1987 in Mannheim) ist ein deutscher Autor, Literatur- und Theaterkritiker sowie Privatdozent für Literaturwissenschaft.

## Werdegang
Hayer studierte von 2007 bis 2012 an der Johannes Gutenberg-Universität Mainz Germanistik, Politikwissenschaft und Philosophie. 2012 machte er seinen Abschluss als Magister artium. 2015 folgte seine Promotion zum Doktor der Philosophie, die er mit summa cum laude abschloss. Von 2012 bis 2013 war er als Wissenschaftlicher Projektmitarbeiter im Museum für Literatur am Oberrhein und anschließend bis 2016 Lehrbeauftragter am Institut für deutsche Sprache und Literatur und ihre Didaktik an der Pädagogischen Hochschule Heidelberg tätig. Nachdem er ab 2007 Stipendiat der Hans-Böckler-Stiftung gewesen war, wurde er 2016 zu ihrem Vertrauensdozent berufen.
2020 habilitierte sich Hayer mit der Habilitationsschrift „Utopielyrik. Möglichkeitsdimensionen im poetischen Werk. Friedrich Hölderlin, Rainer Maria Rilke, Paul Celan“. Seit 2021 ist er Privatdozent an der Rheinland-Pfälzischen Technischen Universität Kaiserslautern-Landau (ehemals Universität Koblenz-Landau).
Seit 2010 ist Hayer als Literatur- und Theaterkritiker tätig. Er arbeitet aktuell für die Frankfurter Rundschau, taz, den Freitag, DLF Kultur, NZZ a. S., Cicero und Die Presse. Darüber hinaus ist er Autor von Essaybänden, Lyrik und Prosa.
Seit 2023 ist er Mitglied des Auswahlgremiums der Mülheimer Theatertage (Kinderstücke). Davor war er auch Juror beim Heidelberger Stückemarkt.
Seit Anfang 2025 übernahm er die künstlerische Leitung des Künstlerhaus Edenkoben.

## Werke (Auswahl)
- Lars von Triers Antichrist. Eine Analyse. Diplomica, Hamburg 2012, ISBN 978-3-8428-7294-3.
- „Jetzt bin ich aus mir selbst verwiesen worden.“ (Anti-)Identitäten in Elfriede Jelineks „Winterreise“ und Wilhelm Müllers „Die Winterreise“. Tectum, Marburg 2012, ISBN 978-3-8288-5577-9.
- Mediale Existenzen – existenzielle Medien? Die digitalen Medien in der Gegenwartsliteratur. Königshausen & Neumann, Würzburg 2016, ISBN 978-3-8260-5890-5.
- Melancholie und Hoffnung. Essays zu Gesellschaft und Kultur. Tectum, Baden-Baden 2017, ISBN 978-3-8288-3915-1 (eingeschränkte Vorschau in der Google-Buchsuche).
- Elegie für dich. ein Fragment. Konkursbuch Verlag Claudia Gehrke, Tübingen 2022, ISBN 978-3-88769-185-1.
- Seid utopisch! Für eine Politik der Verantwortung. Literaturverlag Droschl, Graz, Wien 2022, ISBN 978-3-99059-098-0.
- Verschwörung einer Landschaft. Gedichte. Quintus, Berlin 2022, ISBN 978-3-96982-048-3.
- Verzeichnis der verschwindenden Pfade. Gedichte. Limbus Verlag, Innsbruck, Wien 2022, ISBN 978-3-99039-218-8.
- Sinn und Unheil. Zur Ästhetik des Schmerzes. Quintus, Berlin 2023, ISBN 978-3-96982-068-1.
- Die neuen Schöpfer. Texte zur zeitgenössischen Lyrik. Gans Verlag, Berlin 2024, ISBN 978-3-946392-41-5.
- Jenseits der Menschlichkeit. Politische Essays. Gans Verlag, Berlin 2024, ISBN 978-3-946392-45-3.
- Winklers letzter Feldzug. Roman. Gans Verlag, Berlin 2024, ISBN 978-3-946392-48-4.